# Kirill Walerjewitsch Klimow
Kirill Walerjewitsch Klimow (russisch Кирилл Валерьевич Климов; * 30. Januar 2001 in Orjol) ist ein russischer Fußballspieler.

## Karriere

### Verein
Klimow begann seine Karriere bei Lokomotive Moskau. Im Januar 2019 wechselte er nach Belgien in die Jugend von Cercle Brügge. Zur Saison 2019/20 wechselte er zur in Frankreich spielenden AS Monaco. Zur Saison 2020/21 rückte er in den Kader von Monacos viertklassiger Zweitmannschaft, für die er jedoch nicht zum Einsatz kam.
Im Oktober 2020 kehrte Klimow nach Russland zurück und wechselte zu Rubin Kasan. Sein Debüt in der Premjer-Liga gab er im November 2020, als er am 15. Spieltag der Saison 2020/21 gegen den FK Rostow in der 83. Minute für Soltmurad Bakajew eingewechselt wurde. Bis zur Winterpause kam er zu drei Einsätzen für Rubin. Im Februar 2021 wurde er an den Ligakonkurrenten FK Tambow verliehen. Für Tambow kam er bis Saisonende in allen elf Partien zum Einsatz und erzielte ein Tor. Der finanziell stark angeschlagene Verein blieb allerdings nach der Winterpause ohne Punktgewinn und stieg in logischer Folge ab, kurz darauf löste sich der Klub auch auf.
Zur Saison 2021/22 wurde Klimow an den Zweitligisten FK Kuban Krasnodar weiterverliehen. Für Kuban absolvierte er 17 Partien in der Perwenstwo FNL. In der Winterpause kehrte er wieder nach Kasan zurück. Bis Saisonende kam er zu einem Einsatz für Rubin, mit dem er aus der Premjer-Liga abstieg. Zur Saison 2022/23 wechselte er dann innerhalb der zweiten Liga zum FK SKA-Chabarowsk.

### Nationalmannschaft
Klimow durchlief von der U-15 bis zur U-18 alle russischen Jugendnationalteams. Zwischen Juli und August 2019 spielte er dreimal für die U-20-Auswahl.

## Persönliches
Sein Vater Waleri (* 1974) war ebenfalls Fußballspieler.